# Nagyvarjas
Nagyvarjas (románul: Variașu Mare) falu Romániában, Arad megyében.

## Fekvése
Aradtól 15 kilométerre északnyugatra, a magyar határ mellett fekszik.

## Története
Először 1446-ban, Waryas alakban említették. A középkor végén Csanád, az újkorban Arad vármegyéhez tartozott. 1579-ben tíz adófizető szerb családdal írták össze, de lakói a 17. század elején elvándoroltak. A Marczibányi család 1828-ban telepítette újra Nógrád vármegyei és környékbeli, római katolikus magyar dohánykertészekkel. Iskolája csak 1895-ben alakult meg, amelyet 1901-ben államosítottak. Jelenleg magyar tagozat működik a településen. 1944 szeptember elején határában került sor az egyetlen összecsapásra a magyar és a román csapatok között, mielőtt előbbiek elfoglalták volna Aradot. 1920 után Szederhát, 1945 után Kisvarjaspuszta vált ki belőle. Az erősen fogyó lakosságú, magyar többségű faluba az 1980-as években kezdtek nagyobb számban román családok beköltözni. Magyar iskolája 2010-ben megszűnt.
1910-ben 1755 lakosából 1611 volt magyar és 137 román anyanyelvű; 1562 római katolikus, 140 ortodox és 41 református vallású.
2002-ben 371 lakosából 268 volt magyar és 103 román anyanyelvű; 236 római katolikus, 94 ortodox és 30 református vallású.

## Látnivalók
- A látogatható Borzák-malom az 1940-es évek elején épült és 1949-ig működött.[3]

## Híres emberek
- Itt született 1907-ben Oláh Sándor szobrászművész.